# 주우크라이나 대한민국 대사관
주우크라이나 대한민국 대사관(우크라이나어: Посольство Республіки Корея в Україні)은 1992년 우크라이나 키이우에 개설된 대한민국 외교부 소속의 대사관이다.

## 관할 지역
- 우크라이나
- 몰도바[2]

## 역대 공관장
| 대수        | 성명           | 취임        |
| ----------- | -------------- | ----------- |
| 제1대 대사  | 안현원(安賢源) | 1992년 12월 |
| 제2대 대사  | 이한춘(李漢春) | 1995년 8월  |
| 제3대 대사  | 강근택(姜根鐸) | 1998년 5월  |
| 제4대 대사  | 정신(丁新)     | 2000년 7월  |
| 제5대 대사  | 이성주(李晟周) | 2003년 6월  |
| 제6대 대사  | 허승철(許勝澈) | 2006년 2월  |
| 제7대 대사  | 박노벽(朴魯壁) | 2008년 5월  |
| 제8대 대사  | 김은중(丁恩中) | 2011년 3월  |
| 제9대 대사  | 설경훈(薛暻勳) | 2014년 9월  |
| 제10대 대사 | 이양구(李良九) | 2016년 3월  |
| 제11대 대사 | 권기창(權奇昌) | 2019년 5월  |
| 제12대 대사 | 김형태(金亨泰) | 2021년      |
| 제13대 대사 | 박기창(朴基彰) | 2025년 2월  |

## 같이 보기
- 대한민국-우크라이나 관계
- 대한민국의 재외공관 목록
- 주한 우크라이나 대사관